# Deutscher Fußball Club Prag
Deutscher Fussball Club Prag era uma agremiação esportiva, fundada a 25 de maio de 1896, em Praga, atualmente capital da República Tcheca, mas na época fazia parte do Império austro-húngaro e era gerenciada pelos judeus alemães da cidade. Originariamente o clube era o departamento futebolístico da Deutscher Eis- und Ruder-Club Regatta Prag, fundada em 1891.

## História

### Membro fundador da Federação de Futebol Alemã
O caráter multinacional do Império austro-húngaro criou muita confusão nos jogadores naquele período, os quais podiam atuar nas ligas nacionais da Alemanha, Áustria, Hungria ou Tchecoslováquia. Não era incomum encontrar clubes esportivos baseados nos grupos étnicos de seus membros. No caso específico, o DFC Prag foi formado por judeus alemães, a maior parte composta por estudantes da Universidade Carolina de Praga.
No momento da sua fundação, a Deutscher Fussball-Bund (DFB), procurou membros também entre os grupos étnicos alemães de fora da Alemanha. O DFC Prag, junto a outros 85 clubes, foi um dos fundadores da Federação. O seu presidente, Ferdinand Hueppe, se tornou também o primeiro da nova federação.

### Participação no Campeonato Alemão

Primeiro logotipo

O DFC Prag foi uma agremiação muito cotada no tempo. Em 1896, se laureou campeão tcheco. Participou do primeiro Campeonato Alemão da temporada 1902-1903, chegando à final, na qual foi derrotado por 7 a 2 pelo 1. FC Lokomotive Leipzig, além de ter sido novamente campeão tcheco em 1917.
A história da participação no Campeonato Alemão é muito curiosa. A equipe de Praga obteve acesso à final sem jogar nenhuma partida. O jogo válido pela primeira fase contra o Karlsruher FV deveria ser em Munique. Todavia, o time visitante pediu a transferência da disputa para a própria cidade por motivos econômicos. Os adversários protestaram. A federação decidiu assim reprogramar o encontro para a fase sucessiva, ou seja, a semifinal, na cidade de Leipizg. Nesse ponto, a história ficou ainda mais curiosa. Parece, de fato, que o clube de Karlsruhe havia recebido um telegrama, aparentemente proveniente da federação, que indicava a transferência do encontro para uma data sucessiva. O KFV não se apresentou, portanto, à partida e o DFC Prag foi assim declarado vencedor por WO, apesar dos protestos adversários. Até os dias atuais ainda não se sabe de onde proveio aquele telegrama, mas existe a hipótese que tivesse vindo mesmo de Praga. A final contra o Leipizg foi fixada a 31 de maio de 1903, no campo do FC Altona, em Hamburgo. O clube de Praga era considerado o favorito. Contudo, os jogadores passaram a noite anterior na maior esbórnia. Portanto, não estavam em condições ideais para a decisão no dia seguinte. O encontro com o Leipizg iniciou com meia hora de atraso porque não se achou a tempo uma bola em condições permitidas para a realização do jogo. O clube da casa, o Altona, gentilmente forneceu uma nova bola. Após onze minutos, o DFC obteve a vantagem, mas sofreu o gol de empate antes do fim do primeiro tempo. Na segunda etapa, o Leipizg prevaleceu com um placar acachapante de 7 a 2, se tornando o primeiro campeão alemão.

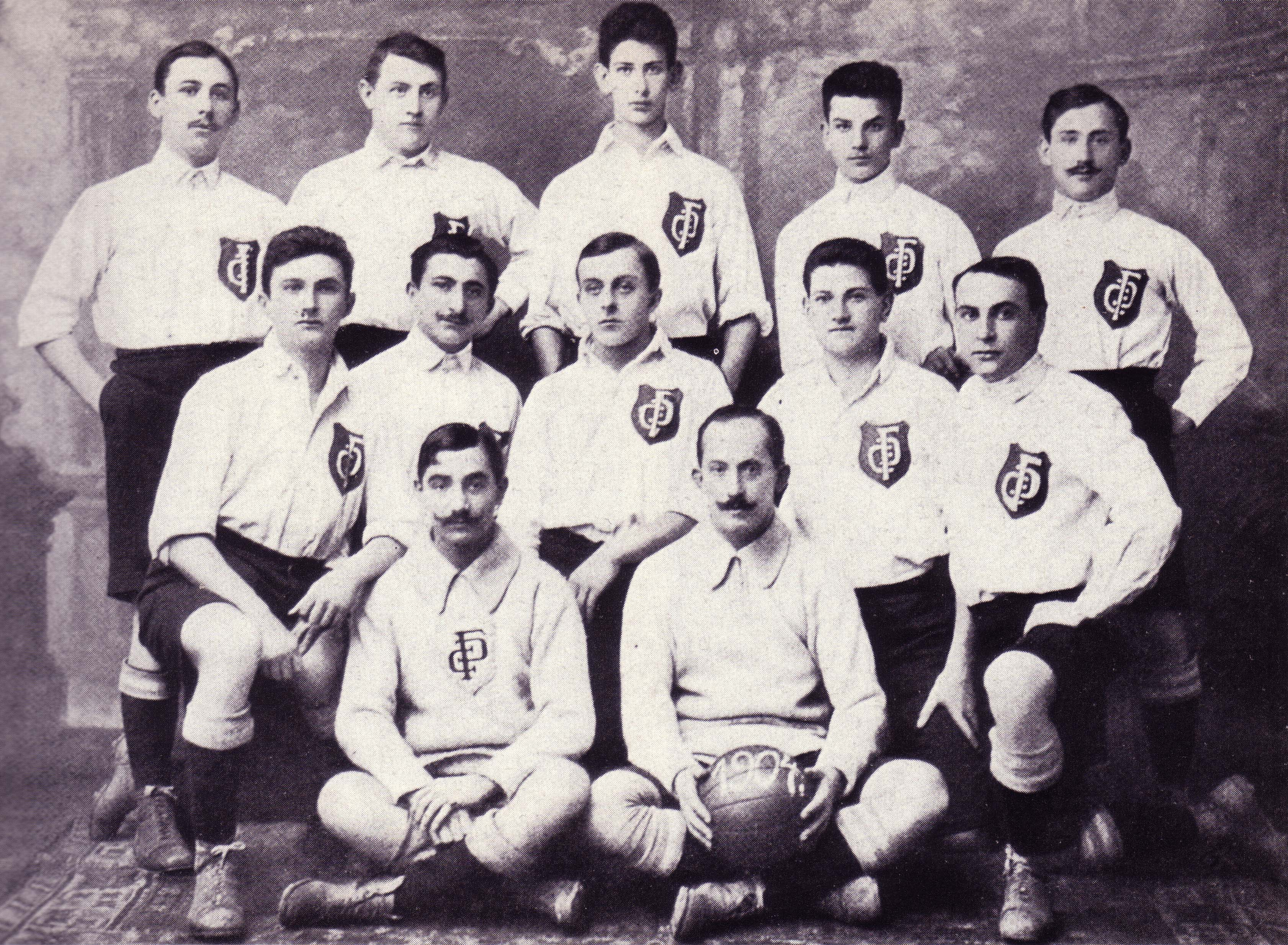
DFC Prag em 1904; Fischer - Sedlaczek - Dr. Fischl - Meissner - Weil; Schwarz - Österreicher - Kurpiel - Dr. Frey - Robicek; Eisenstein - Pick

### O clube fora da Alemanha e sua dissolução
A Federação Alemã passou a fazer parte da FIFA em 1904. Naquele ano o time não pôde mais participar de campeonatos daquela nação. O DFC jogou indistintamente em Áustria, Hungria e Tchecoslováquia, mantendo-se em alto nível até os anos 1920. No início do século XX, assim como outros célebres clubes tchecos atuais, como Slavia de Praga e Sparta, pertencia à Federação de Futebol da Áustria, tomando parte dos certames realizados por aquele país, embora não fossem oficiais. Até a criação do estado tchecoslovaco, os jogadores dos clubes de Praga disputavam as competições nacionais através da representação austríaca. Nos vinte anos precedentes à Segunda Guerra Mundial, o DFC dominou o panorama, vencendo dez vezes o campeonato dos sudetos da região étnica alemã da Tchecoslováquia, além de vencer dois campeonatos amadores, em 1931 e 1933.
A ascensão ao poder do Partido Nazista, no início dos anos 1930, levou à discriminação nos confrontos dos judeus. Em 1933, as equipes judias foram retiradas das competições e relegadas a torneios separados. Em 1938, os jogadores judeus foram completamente pressionados, quando a discriminação se tornou perseguição. A anexação da Sudetenlândia à Alemanha, em 1938, foi rapidamente seguida da imposição daquela política repressora na região.
Em 1933, o campeonato alemão foi reorganizado sob a égide do Terceiro Reich em dezesseis divisões de máxima série, conhecidas como Gauliga. No momento no qual nove nações ou regiões terminavam sob o controle alemão, novas divisões foram criadas, entre elas, a Gauliga Ostmark, na Áustria, e a Gauliga Sudetenland, na região étnica alemã na Tchecoslováquia.
DFC Prag e Deutsche Sportbrüder Prag se fundiram, em 1940, em uma nova entidade politicamente aceitável pelo regime, a Nationalsozialistische Turngemeinde Prag (NSTG Prag). Atuou no Campeonato Alemão na temporada 1940-1941, na Gauliga Sudentenland, vencendo o título da divisão, tendo participado inclusive da fase final do campeonato nacional e da Copa da Alemanha. Na temporada sucessiva venceu a Gauliga Sudeten-Mitte, tomando parte novamente da Copa, mas se retirou voluntariamente da competição. O clube desapareceu no fim da Segunda Guerra Mundial, não sendo mais admitido por razões políticas, por conta de ser uma associação composta por alemães na Tchecoslováquia.

## Títulos
- Campeão tcheco: 1896, 1917
- Vice-campeão alemão: 1902-1903
- Campeão tcheco-eslovaco amador: 1931, 1933
- Campeão dos Sudetos alemães: 1923, 1924, 1926, 1927, 1928, 1929, 1931, 1932, 1933, 1937